# Tadeusz Dziekoński
Tadeusz Dziekoński (ur. 29 sierpnia 1950 w Goniądzu) – polski lekkoatleta specjalizujący się w biegach długich.

## Życiorys
Medalista mistrzostw Europy weteranów i europejskich igrzysk weteranów. W 2010 roku został mistrzem świata w biegu na 100 kilometrów w kategorii zawodników w wieku od 60 do 64 lat. Srebrny medalista (w rywalizacji drużynowej w kategorii M60) mistrzostw Europy weteranów w biegu maratońskim z 2012.
Pełni funkcję wiceprezesa Polskiego Związku Weteranów Lekkiej Atletyki oraz jest także atestatorem tras.

## Osiągnięcia
| Rok  | Impreza                              | Miejsce   | Konkurencja    | Lokata     | Wynik   |
| ---- | ------------------------------------ | --------- | -------------- | ---------- | ------- |
| 2010 | Mistrzostwa świata w biegu na 100 km | Gibraltar | bieg na 100 km | 1. miejsce | 9:46:11 |